# Discovery (Daft Punk)
Discovery è il secondo album in studio del gruppo musicale francese Daft Punk, pubblicato il 9 marzo 2001 dalla Virgin.
Messo in commercio a quattro anni di distanza da Homework (1997), Discovery si distingue dall'esordio per le sonorità molto più melodiche e per le influenze synth pop e disco music prima meno evidenti. Viene inoltre riconosciuto come il primo concept album del duo dalle riviste New Musical Express e Spin.
Il disco fu lo spunto per la realizzazione del film d'animazione giapponese Interstella 5555, creato da Leiji Matsumoto. Alcuni video promozionali dei vari singoli sono inoltre spezzoni tratti dal cartone animato.

## Descrizione
Secondo un'intervista presente su Remix Magazine Online, Thomas Bangalter ha dichiarato:

## Produzione
Una quantità significativa di campionamenti è stata usata per creare ogni singola canzone sull'album. Piuttosto che basarsi sui campionamenti per creare nuovi brani, i Daft Punk hanno lavorato con alcuni compositori per la stesura e l'aggiunta di prestazioni strumentali. Sul retro-copertina sono presenti delle note in cui sono scritti gli usi espliciti di alcune parti di quattro brani del periodo anni ottanta per la composizione di altri quattro di Discovery: l'introduzione di I Love You More di George Duke è il tema di Digital Love; l'accompagnamento iniziale di Cola Bottle Baby di Edwin Birdsong è stato usato per Harder, Better, Faster, Stronger; il piccolo intermezzo su Can You Imagine dei Little Anthony and the Imperials è il tema di Crescendolls, le primissime parole che canta Barry Manilow nella sua Who's Been Sleeping in My Bed sono ripetute molte volte in Superheroes.

Diversi siti web hanno pubblicato una lista di campionamenti molto più lunga di quella presente su Discovery, ma Bangalter ha dichiarato che la metà dei campioni che ha visto non sono veri. Guy-Manuel de Homem-Christo stima che la metà del materiale campionato e usato su Discovery è stato suonato dal vivo dal duo:

### Altri campionamenti
Alcuni siti web hanno rilevato molti più campionamenti usati per Discovery che si trovano in tutte le canzoni. In particolare:
- L'inizio di One More Time consiste nella ripetizione di alcune parti di ottoni di More Spell on You di Eddie Johns.
- L'accompagnamento ritmico di Aerodynamic è lo stesso di Il Maquillage Lady delle Sister Sledge.[21]
- Le percussioni su Nightvision riprendono quelle di I'm Not in Love dei 10cc.[22]
- L'intero High Life è formato dalla ripetizione di qualche spezzone (alzato di tono) del ritornello di Break Down for Love dei Tavares.[23]
- Gli accordi di sintetizzatore di Voyager riprendono quelli di Get Down Saturday Night di Oliver Cheatham.[21]
- La batteria e il sintetizzatore di Supernature di Cerrone sono stati leggermente rallentati e sono stati usati in Veridis Quo.[21]
- Short Circuit contiene due campionamenti provenienti da due brani differenti: la prima parte del pezzo ha lo stesso ritmo e la stessa melodia di Alive 1997, primo live dei Daft Punk, e la seconda è composta dagli accordi di piano elettrico che si possono ritrovare su The Ballad of Dorothy Parker di Prince.[24]
- Il fraseggio di chitarra e la voce sul ritornello di Evil Woman degli Electric Light Orchestra sono stati usati per il corpo principale di Face to Face.[25]
- La drum machine di First Come, First Serve dei Rose Royce è usata con il medesimo scopo su Too Long.[26]

## Giudizio della critica
All'uscita dell'album, i critici hanno subito notato la differenza di stile tra Discovery e Homework. La variazione estetica è stata una mossa stridente per i fan dei precedenti lavori dei Daft Punk. L'album ha ricevuto molti giudizi positivi negli anni successivi alla sua pubblicazione. L'album è stato inserito al trentatreesimo posto nella classifica dei 100 BEST ALBUMS OF THE 2000S stilata dal periodico Rolling Stone.

## Discoverynella cultura di massa
Molti dei brani di Discovery sono stati usati da altri artisti come Kanye West, la cui Stronger (tratta dall'album Graduation) presenta un campione vocale di Harder, Better, Faster, Stronger, o nel 2022 in Circo Loco di Drake e 21 Savage.

## Tracce
1. One More Time – 5:20
2. Aerodynamic – 3:27
3. Digital Love – 4:58
4. Harder, Better, Faster, Stronger – 3:45
5. Crescendolls – 3:31
6. Nightvision – 1:44
7. Superheroes – 3:57
8. High Life – 3:22
9. Something About Us – 3:51
10. Voyager – 3:47
11. Veridis Quo – 5:44
12. Short Circuit – 3:26
13. Face to Face – 3:58
14. Too Long – 10:00

## Formazione
- Guy Manuel de Homem-Christo – strumentazione elettronica
- Thomas Bangalter – strumentazione elettronica

Altri musicisti
- DJ Romanthony – voce (tracce 1 e 14)
- Todd Edwards – voce e produzione (traccia 13)
- DJ Sneak – testo (traccia 3)

## Classifiche

### Classifiche settimanali
| Classifica (2021) | Posizione massima |
| ----------------- | ----------------- |
| Islanda           | 27                |
| Lituania          | 26                |

### Classifiche di fine anno
| Classifica (2021) | Posizione |
| ----------------- | --------- |
| Belgio (Vallonia) | 196       |
| Classifica (2022) | Posizione |
| Belgio (Vallonia) | 179       |